# Rejsholm
Rejsholm eller Palør (på tysk Reesholm) er en cirka 80 hektar stor halvø i Slien mellem Slesvig by og Fysing. Store dele af halvøen ligger kun en halv meter over havets overflade. De er præget af regelmæssige oversvømmelser og kan være dækket helt med havvand ved højvande. Halvøens vestlige bred er er højereliggende. Her findes op til tre meter høje klinter. Den lavestliggende del af Rejsholm består af saltenge. 
Det kommercielle landbrug på halvøen sluttede efter stormfloden i 1962. Sammen med den øst for Rejsholm beliggende ubeboede ø Hestholm er halvøen siden 1976 fredet og danner det ca. 120 ha store naturfredede område Rejsholm/Slien (de). Under udgravninger i 1992 fandt arkæologer umiddelbart øst for halvøen resterne af et spærreværk fra 700-tallet (Slispærringen).
Halvøen danner sammen med den modstående by Stegsvig den kun 280 meter brede Stegsvig Snævring (Stexwiger Enge) og adskiller Sliens Lille og Store Bredning.
Navnet Palør har sit navn af de pæle, der her har dannet et pæleværk (palisader). Måske henviser navnet også til Slispærringen, som her afspærrede indgangen til den indre Sli.